# 마수드 바르자니
마수드 바르자니(مەسعوود بارزانی 또는 Mesûd Barzanî, 1946년 8월 16일~)는 이라크 쿠르드족의 정치인으로 2005년부터 쿠르드 자치구의 대통령이었으며 1979년부터 쿠르디스탄 민주당의 수장이었다. 마수드 바르자니는 쿠르드 민족주의 세력의 지도자였던 무스타파 바르자니의 뒤를 이어 형 이드리스 바르자니와 협동하여 일했다. 바르자니와 다양한 쿠르드 집단은 이란-이라크 전쟁에서 이란과 연합하여 싸웠고, 걸프 전쟁과 이라크 전쟁 당시에는 미국과 연합하기도 했다.

## 쿠르드 자치구의 대통령

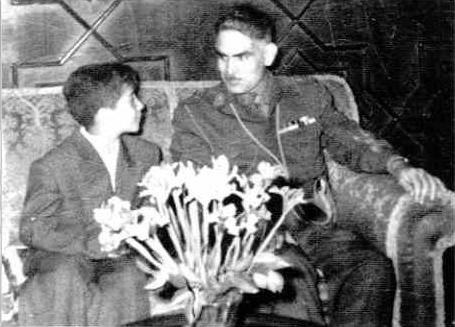
이라크 총리인 압둘카림 카심과 함께 있는 어린 마수드 바르자니

사담 후세인이 1991년 걸프 전쟁에서 패배한 이후 쿠르드 족의 통제권은 쿠르드 자치구로 알려진 북부 이라크와 남쿠르디스탄의 설립으로 이어졌다. 자치 지역의 설립 이후 1992년 쿠르드 지역 내에서 최초의 자유 선거가 진행되었다. 잘랄 탈라바니가 이끄는 쿠르드 애국 동맹과 바르자니가 이끄는 쿠르디스탄 민주당은 선거에서 서로 갈라졌으며 정부의 주요 행정부를 균등하게 나눠 가졌다. 그러나 1994년 5월 두 정당 간의 싸움으로 인해 쿠르드 지역에서 내전이 발발했다. 이란의 지원을 받고 있던 탈라바니에 맞서 바르자니는 1996년 8월 31일 이라크 정부에 도움을 요청했다. 1998년 워싱턴 평화 협정에 따라 쿠르드 자치구의 북서쪽은 쿠르디스탄 민주당이 통제하고 쿠르드 자치구의 남동쪽은 쿠르드 애국 동맹이 통제하기로 협의했다. 2003년 이라크 침공 이후 탈랄 잘라바니와 마수드 바르자니는 서로 힘을 합쳐 통합된 지역 정부를 수립했고 바르자니는 2004년 4월 이라크 의회의 회장이 되었다. 그는 2005년 6월 쿠르드 평의회에 의해 쿠르드 자치구의 대통령으로 선출되었다. 바르자니는 쿠르드 지역에 여러 교육 기관을 설립하여 민주주의를 발전시키려고 했고, 동맹을 강화하며 국민들의 의사결정권을 향상시키려고 했다.

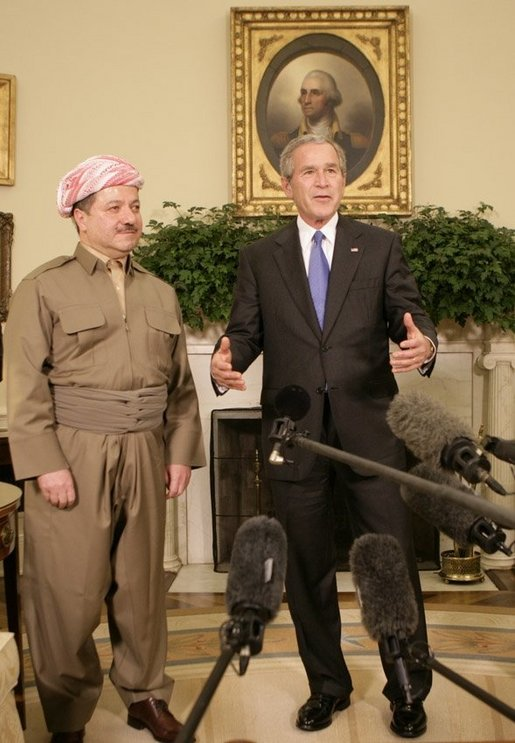
미국 대통령 조지 W. 부시가 2005년 10월 25일 백악관에서 마수드 바르자니와 이야기하고 있다.

2011년 2월, 바르자니는 이탈리아 대서양 위원회와 북대서양 조약 기구의 이탈리아 지부로부터 대서양 훈장을 받았는데, 쿠르드 자치구 내에서 종교적 관용 및 안정화와 평화 추구를 실현했다는 점에서였다. 같은 해 교황 베네딕트 16세가 바르자니에게 기독교 난민들을 돕고 피난처를 제공했다는 것에 감사를 표했다. 쿠르드 자치구의 대통령으로써 그는 2005년 10월 25일 백악관에서 조지 W. 부시와 회동을 가졌고, 같은해 10월 31일에는 영국 총리 토니 블레어와도 만났다. 2005년 11월 13일에는 이탈리아 총리 실비오 베를루스코니를 만났고 다음 날에는 교황과 회동을 가졌으며 2007년 3월 13일에는 사우디아라비아를 방문해 압둘라 빈 압둘아지즈 알사우드와 회담을 가졌다. 2007년 3월 19일에는 요르단의 암만에서 압둘라 2세와 만났다.
2009년 7월 쿠르드 자치구 대선에서 마수드 바르자니는 재선에 성공했고 득표율은 69.6%에 달했다. 2013년 대통령 임기가 8년으로 늘어나면서 쿠르드 의회는 그에게 2년의 임기를 추가로 부여했다. 마수드 바르자니는 2014년 타임지가 선정한 올해의 인물 중 1명으로 선정되었는데 그 이유는 쿠르드 자치구의 독립을 위한 노력과 이슬람 레반트 국가에 맞서 싸우는 전공 때문이었다.

## 비판
바르자니 가문의 주요 인물들은 쿠르드 자치구 내에서 여러 회사들을 설립한 것으로 논란이 일고 있으며 이들의 수익은 몇 십억이 될 것으로 보이지만 마수드 바르자니가 그러한 소득에 지분이 있는 지는 밝혀지지 않았고 증거도 없다. 바르자니와 탈랄바니 모두 부패로 쿠르드 자치구 및 마이클 루빈과 같은 국제 기자들로부터 고소를 당한 적이 있지만 둘 다 회사로부터의 수익에 대해서는 부인한 바 있다. 부적절한 금융 거래도 두 지도자에게 고소의 명분이 되었으며 고소인들은 증거를 찾으려 애썼다. 2010년 7월 반대당 기자인 로즈나마는 바르자니를 불법 석유 거래로 고소하였다. 2010년 5월 바르자니 가문을 비판하던 사르다쉬 오스만이 암살되었다. 2005년 12월에는 오스트리아 국적을 보유한 쿠르드 지역 학자 카말 콰디르가 바르자니 정부와 가족을 비판한 기사를 냈다는 이유로 체포되기도 했다. 그는 2006년 오스트리아 정부를 비롯한 국제 사회의 압력으로 석방되었다.

## 같이 보기
- 잘랄 탈라바니
- 쿠르드 자치구
- 쿠르디스탄 민주당
- 쿠르드 애국 동맹
- 페쉬메르가

## 역대 선거 결과
| 선거명      | 직책명              | 대수 | 정당              | 득표율 | 득표수      | 결과 | 당락 |
| ----------- | ------------------- | ---- | ----------------- | ------ | ----------- | ---- | ---- |
| 2009년 선거 | 쿠르디스탄의 대통령 | 1대  | 쿠르디스탄 민주당 | 69.6%  | 1,266,397표 | 1위  |      |